# Ernest Johnson
Ernest Alfred Johnson, född 18 november 1912 i Putney, död 29 november 1997 i Kingsbridge, var en brittisk tävlingscyklist.
Johnson blev olympisk bronsmedaljör i lagförföljelse vid sommarspelen 1932 i Los Angeles.